# Маньяк-полицейский 3: Знак молчания
«Маньяк-полицейский 3: Знак молчания» (англ. Maniac Cop 3: Badge Of Silence) — американский фильм ужасов 1993 года режиссёра Уильяма Лустига по сценарию Ларри Коэна.

## Сюжет
Когда-то несправедливо осуждённый и убитый в тюрьме бандитами полицейский Мэтт Корделл снова восстаёт из могилы, чтобы сеять смерть и страх. Все его обидчики получили по заслугам в предыдущих фильмах, теперь же маньяк-полицейский отыграется на случайных жителях Нью-Йорка. А в это время молодая женщина-полицейский Кэти Салливан по неопытности устраивает перестрелку в аптеке, которую грабили наркоманы. Бандиты были убиты, но сама Кэти получает тяжёлое ранение и впадает в кому. Во сне она видит Корделла, которому она чем-то напоминает себя. Детектив Шон МакКинни уже стaлкивавшийся в схватке с Мэттом, подозревает, что Корделл придёт за Кэти и устраивает засаду в больнице, которая потом выливается в кровавую бойню.

## В ролях
- Роберт Дави — детектив Шон МакКинни
- Роберт З’Дар — Мэтт Корделл
- Кэйтлин Далани — доктор Сьюзан Фаулер
- Гретчен Бекер — Кэти Салливан
- Пол Глисон — Хэнк Куни
- Джеки Эрл Хейли — Фрэнк Джессап
- Джулиус Харрис — Houngan
- Тед Рэйми — репортер

## Релиз
«Маньяк-полицейский 3: Знак молчания» получил рейтинг NC-17 и поддержан на апелляции. Фильм был выпущен на домашнем видео в Соединённых Штатах компанией Academy Releasing. Телевизионная премьера состоялась на HBO в 1993 году.
Blue Underground выпустили картину на DVD и Blu-ray 19 ноября 2013 года.